# Gaussov problem o krogu
Gaussov problem o krogu v je v matematiki nerešeni problem določitve števila mrežnih točk znotraj kroga s središčem v koordinatnem izhodišču in polmerom r. Prvi korak pri rešitvi je naredil Carl Friedrich Gauss in po njem se problem tudi imenuje.

## Opredelitev problema
Naj je krog v ravnini (R2) s središčem v koordinatnem izhodišču in polmerom r ≥ 0. Gaussov problem o krogu sprašuje koliko točk oblike (m,n) leži znotraj tega kroga, kjer sta m in n celi števili. Ker je enačba kroga dana v kartezičnih koordinatah z x2 + y2 = r2, je vprašanje enakovredno vprašanju koliko takšnih parov celih števil m in n obstaja, da velja:
{\displaystyle m^{2}+n^{2}\leq r^{2}\!\,.}
Če se za dani r označi rešitev z N(r), je prvih deset vrednosti za N(r) za celi  r med 0 in 10 (OEIS A000328):
1, 5, 13, 29, 49, 81, 113, 149, 197, 253, 317.

## Meje rešitve in domneva
Ploščina kroga s polmerom r je dana s πr2. Ker kvadrat s ploščino 1 v R2 vsebuje eno celo točko, bo pričakovana rešitev približno πr2. Dejansko bo malo višja, ker krogi bolj učinkovito zapolnjujejo prostor kot kvadrati. Lahko se pričakuje vrednost:
{\displaystyle N(r)=\pi r^{2}+E(r)\!\,,}
kjer E(r) določa napako. Iskanje pravilne zgornje meje za E(r) je tako vsebina problema.
Gauss je dokazal, da velja:
{\displaystyle {\frac {|E(r)|}{r}}\leq 2{\sqrt {2}}\pi =8,885765\ldots \!\,.} 
Hardy in neodvisno od njega Landau sta našla spodnjo mejo in pokazala, da velja:
Napaka pri razčlembi (SVG (MathML lahko omogočite z vtičnikom brskalnika): Neveljavni odziv (»Math extension cannot connect to Restbase.«) strežnika »http://localhost:6011/sl.wikipedia.org/v1/«:): {\displaystyle  E(r)\neq o \left(r^{1/2}(\log r)^{1/4}\right) \!\, , }

kjer je o-zapis Landauov simbol. Domnevajo, da je pravilna spodnja meja enaka:
{\displaystyle E(r)={\mathcal {O}}\left(r^{1/2+\varepsilon }\right)\!\,}
za vsak {\displaystyle \varepsilon >0}.
Če se piše:
{\displaystyle {\frac {|E(r)|}{r^{t}}}\leq C\!\,,}
sta trenutni meji za t:
{\displaystyle {\frac {1}{2}}<t\leq {\frac {131}{208}}=0,629807\ldots \!\,,}
kjer je spodnja meja Hardyjeva in Landauova iz leta 1915; zgornjo mejo pa je dokazal Huxley leta 2000.
Sylvain Cappell in Julius Shaneson sta leta 2007 v arXiv oddala članek, v katerem sta trdila, da sta dokazala mejo za O(r1/2+ε).

## Točni izrazi
Vrednost N(r) se lahko poda z več vrstami. S členi vsote funkcije celi del se jo lahko zapiše kot:
{\displaystyle N(r)=1+4\sum _{i=0}^{\infty }\left(\left\lfloor {\frac {r^{2}}{4i+1}}\right\rfloor -\left\lfloor {\frac {r^{2}}{4i+3}}\right\rfloor \right)\!\,.}
Preprostejšo vsoto se dobi, če se definira aritmetično funkcijo vsote kvadratov r2(n), kot število načinov zapisa števila n z vsotama dveh kvadratov vključno z ničlami. Tako je:
{\displaystyle N(r)=\sum _{n=0}^{r^{2}}r_{2}(n)\!\,.}
Prve vrednosti za r, za katere je {\displaystyle N(r)/r^{2}>\pi }, so (OEIS A093832):
1, 2, 3, 5, 10, 15, 20, 35, 51, 52, 85, 100, 230, ...

## Posplošitve
Problem so posplošili tudi na stožnice, elipsoide in več razsežnosti. Dirichletov problem deliteljev je enakovredni problem za pravokotno hiperbolo.

### Primitivni problem o krogu
Druga posplošitev je določitev števila tujih celoštevilskih rešitev m, n enačbe:
{\displaystyle m^{2}+n^{2}\leq r^{2}\!\,.}
Ta problem je znan kot primitivni problem o krogu, saj vsebuje iskanje primitivnih rešitev izvirnega problema o krogu. Če se označi število takšnih rešitev z V(r), so njihove vrednosti za celoštevilski r od 0 do 6:
0, 4, 8, 16, 32, 48, 72.
S pomočjo idej običajnega Gaussovega problema o krogu in dejstva, da je verjetnost, da sta dve celi števili tuji, enaka 6/π2, se lahko pokaže, da velja:
{\displaystyle V(r)={\frac {6}{\pi }}r^{2}+O(r^{1+\varepsilon })\!\,.}
Kot pri običajnem problemu o krogu je problematičen del primitivnega problema o krogu zmanjšanje eksponenta za člen napake. Trenutno je najboljši znani eksponent enak 221/304 + ε, s privzetkom, da je Riemannova domneva pravilna. Na drugi strani niso dokazali nobenega drugega eksponenta manj od 1 brez omejitev.